# Gimsøystraumbrua
Die Gimsøystraumbrua (auch Gimsøystraumen bru, deutsch Gimsøystraumenbrücke) ist eine Straßenbrücke in der norwegischen Kommune Vågan in der Provinz (Fylke) Nordland. Die Brücke überspannt den Gimsøystraumen, eine Meerenge zwischen den beiden Inseln Austvågøya und Gimsøya.
Die 839,5 m lange und 8,7 m breite Brücke wurde 1981 für den Verkehr freigegeben. Sie ist eine von vielen Brücken auf den Lofoten-Inseln und Teil der Europastraße 10 (E10), die fast bis zum südlichen Ende der Lofoten geht. Sie hat, wie die Straße, zwei Fahrspuren und einen schmalen Gehweg an ihrer Südseite. Sie steigt bis auf eine Höhe von rund 35 m an, um die Brückendurchfahrtshöhe von 30 m zu gewährleisten. Da sie häufig starken Winden ausgesetzt ist, ist sie mit einer automatischen Windmessanlage ausgerüstet, mit der die Brücke auch geschlossen werden kann. Die Geschwindigkeit auf der Brücke ist auf 50 km/h beschränkt.
Die von Aas-Jakobsen entworfene Spannbetonbrücke hat neun Öffnungen mit Pfeilerachsabständen von 25 + 30 + 52 + 130 + 148 + 137,5 + 126 + 126 + 65 m und gevouteten Hohlkästen.